# Chaoborus crystallinus
Espèce
Chaoborus crystallinus est une espèce d'insectes diptères nématocères de la famille des Chaoboridae.
Cette espèce voisine des moustiques mais non piqueuse fait partie des « moucherons fantômes » car ses larves aquatiques sont transparentes.

## Description
Les adultes ressemblent aux Chironomus plumosus : au repos, les ailes sont disposées en toit au-dessus de l'abdomen non annelé, les mâles ont des antennes plumeuses, les ailes des femelles atteignent l'extrémité de l'abdomen.

## Distribution
L'espèce se trouve en Europe, de l'Espagne à la Scandinavie et au nord de la Russie.

## Biologie
Les adultes sont visibles près de l'eau sauf par temps froid.
Les larves carnassières transparentes se tiennent entre deux eaux et sont capables d'attaques surprises très rapides envers de petites proies.